# Amblymelanoplia cornuta
Amblymelanoplia cornuta är en skalbaggsart som beskrevs av Dombrow 2002. Amblymelanoplia cornuta ingår i släktet Amblymelanoplia och familjen Melolonthidae. Inga underarter finns listade i Catalogue of Life.